# 范彩兒
范彩兒（英語：Jenny Fan Choi Yee，1987年12月16日—），香港女演員及健身教練，曾為無綫電視和香港電視網絡藝員。

## 簡歷
范彩兒有一姊一弟，曾就讀寶覺中學，後畢業於2009年第23期無綫電視藝員訓練班，曾拍攝多部劇集，但都只演跑龍套或閒角。直至2010年，她在該台處境劇《依家有喜》中飾演診所護士「蘇哥莉」一角而漸為人知。2012年，她轉投香港電視網絡，並拍攝過受歡迎的電視劇《警界線》，2014年恢復自由身後則主力在內地發展。2016年12月，她以健身教練身份示範時露出豐滿上圍而再受網民注目；2020年曾有份聯署支持港版國安法。

## 演出作品

### 電視劇（無綫電視）
| 首播                     | 劇名               | 角色                                 |
| 2008年                   |                    |                                      |
| 10月20日 - 2010年2月12日 | 畢打自己人         | 年青賈素珊（第124集）                |
| 10月20日 - 2010年2月12日 | 畢打自己人         | 周汶琪（第224集）                    |
| 10月20日 - 2010年2月12日 | 畢打自己人         | 護 士（第278、315集）                |
| 2009年                   |                    |                                      |
| 10月19日 - 11月29日      | 宮心計             | 宮 女                                |
| 2010年                   |                    |                                      |
| 2月15日 - 2月20日        | 情人眼裏高一D      | 年青女郎                             |
| 2月16日 - 3月16日        | 老公萬歲           | 護 士（第20集）                      |
| 2月22日 - 6月12日        | 女王辦公室         | 伴唱女郎                             |
| 5月24日 - 6月25日        | 談情說案           | 物理系大學生                         |
| 6月7日 - 7月9日          | 蒲松齡             | 「蒲家畫坊」應徵者                   |
| 6月14日 - 11月28日       | 天天天晴           | 巫仕得女友                           |
| 6月28日 - 7月23日        | 情越雙白線         | 護 士                                |
| 7月26日 - 8月20日        | 女人最痛           | 《Lafa》專櫃小姐兼化妝師             |
| 9月20日 - 10月15日       | 翻叮一族           | 利蓉姿助手                           |
| 10月4日 - 10月29日       | 讀心神探           | 周苑慧助手                           |
| 10月18日 - 11月28日      | 巾幗梟雄之義海豪情 | 診所護士                             |
| 11月7日 - 7月9日         | 刑警               | 護 士                                |
| 11月7日 - 2011年3月18日  | 依家有喜           | 蘇哥莉                               |
| 12月27日 - 2011年1月21日 | 居家兵團           | 秘 書                                |
| 2011年                   |                    |                                      |
| 2月21日 - 4月2日         | Only You 只有您    | 記 者                                |
| 3月21日 - 10月30日       | 誰家灶頭無煙火     | 女侍應                               |
| 4月18日 - 5月27日        | 點解阿Sir係阿Sir   | 護 士                                |
| 5月16日 - 6月10日        | 花花世界花家姐     | Rachel（少女時期）（第11集）         |
| 5月30日 - 6月24日        | 怒火街頭           | 侍應生                               |
| 6月13日 - 7月22日        | 團圓               | Fanny                                |
| 6月27日 - 7月29日        | 真相               | Elaine Chong 助手                    |
| 8月1日 - 9月9日          | 潛行狙擊           | 施麗碧                               |
| 9月12日 - 10月7日        | 不速之約           | Karen                                |
| 10月10日 - 11月20日      | 法證先鋒III        | Betty（第1、2集）                    |
| 10月31日 - 2012年5月13日 | 結·分@謊情式       | 孫寧安朋友（第14集）                 |
| 10月31日 - 2012年5月13日 | 結·分@謊情式       | 情 侶（第44集）                      |
| 11月21日 - 2012年1月1日  | 天與地             | Paula                                |
| 12月6日 - 2012年1月2日   | 我的如意狼君       | 護 士                                |
| 2012年                   |                    |                                      |
| 1月3日 - 1月29日         | 換樂無窮           | 秘 書                                |
| 1月3日 - 2月12日         | 缺宅男女           | 護 士（第26集）                      |
| 2月13日 - 3月16日        | On Call 36小時     | 胡曉英                               |
| 2月27日 - 4月1日         | 東西宮略           | 紅 梅                                |
| 3月19日 - 4月13日        | 當旺爸爸           | 趙美蓉（第10、11集）                 |
| 4月16日 - 5月18日        | 拳王               | 護 士（第9、10集）                   |
| 4月30日 - 6月8日         | 耀舞長安           | 小 媚（第11 - 15、19、22、26、27集） |
| 5月21日 - 6月29日        | 心戰               | 酒客 JoJo（第10集）                  |
| 5月21日 - 6月29日        | 心戰               | 女 模（第17、18、26集）              |
| 6月24日 - 8月12日        | 飛虎               | PC 吧員工                            |
| 7月2日 - 7月27日         | 護花危情           | 教 友（第16集）                      |

### 電視劇（香港電視網絡）
| 首播                | 劇名     | 角色           |
| 2014年              |          |                |
| 11月19日 - 12月11日 | 警界線   | 梁心瑤（Coby） |
| 2015年              |          |                |
| 9月3日 - 9月24日    | 開腦儆探 | 蘇思雅         |

### 電視劇（中國內地）
| 首播             | 劇名       | 角色   |
| 2014年           |            |        |
| 7月2日 - 9月25日 | 古剑奇谭   | 寂 桐  |
| 未播映           |            |        |
|                  | 伍子胥傳奇 | 費其姝 |
|                  | 南海觀音   |        |

### 綜藝節目（無綫電視）
| 首播         | 節目名         | 備註                    |
| 2010年       |                |                         |
| 11月19日     | 萬千星輝賀台慶 | 負責跳舞環節            |
| 2012年       |                |                         |
| 10月6日 - ？ | 問問Master Joe | AI Jenny（第201集亮相） |

### 綜藝節目（ViuTV）
| 首播    | 節目名 | 備註     |
| 2020年  |        |          |
| 9月10日 | 踢館   | 藍組成員 |

### 電影
| 首映     | 電影名           | 角色  |
| 2018年   |                  |       |
| 11月22日 | 暗劍（網絡電影） | 佐 子 |

### 微電影
| 首映     | 電影名             | 角色  |
| 2014年   |                    |       |
| 6月23日  | 如烟               | June  |
| 2018年   |                    |       |
| 10月12日 | 事與願違：戀人勿疑 | Jenny |
| 10月12日 | 事與願違：疑人勿戀 | Jenny |

## 外部連結
- 范彩兒的新浪微博
- 范彩兒的Facebook專頁
- 范彩兒的Facebook專頁
- 范彩兒的Instagram帳戶